# Ternatus siculus
Ternatus siculus is een spinnensoort uit de familie van de hangmatspinnen (Linyphiidae).
Het dier behoort tot het geslacht Ternatus. De wetenschappelijke naam van de soort werd voor het eerst geldig gepubliceerd in 2012 door Sun, Li en Tu.

## Voorkomen
De soort komt voor in China.